# 마리 키비니에미
마리 요한나 키비니에미(Mari Johanna Kiviniemi, 1968년 6월 29일 ~ )는 핀란드의 정치인이다. 2010년 6월 22일에 핀란드의 총리로 당선되었다. 1968년 핀란드 세이내요키에서 태어났으며, 1988년 헬싱키 대학교에 입학하여 경제학을 공부하였다.